# منحة دورهام فلسطين التعليمية
منحة دورهام فلسطين التعليمية وتعرف أيضاً منحة صندوق درهام فلسطين التعليمية و مؤسسة دورهام فلسطين التعليمية (بالإنجليزية: Durham Palestine Educational Trust)، هي مؤسسة خيرية بريطانية تقدم منحًا دراسية للخريجين المتفوقين في فلسطين لحضور دورات درجة الماجستير في جامعة دورهام في بريطانيا.

## التاريخ
- تاريخ تم إنشاء الصندوق في عام 1984 كصندوق دورهام بيرزيت للطلاب لدعم طلاب جامعة بيرزيت للقدوم إلى دورهام لمدة عام من دراستهم الجامعية.

- في عام 2001، أصبح الصندوق صندوق دورهام التعليمي الفلسطيني، يدعم خريجي أي جامعة فلسطينية للحصول على درجة الماجستير في دورهام.[6]

## المنح الدراسية
- يتم تقديم منحتين أو أكثر كل عام للحصول على درجة الماجستير في جامعة دورهام.

- أحد شروط هذه المنح هو أن يكون الطالب "سفيرًا نشطًا للفلسطينيين" أثناء وجوده في دورهام.

- تشمل الشروط غير الأكاديمية الأخرى للمنحة العودة إلى الضفة الغربية أو غزة بعد الانتهاء من الدورة.

- تتكون المنحة من جزأين: منحة الصيانة المقدمة من الصندوق ومنحة الرسوم الدراسية المقدمة من الجامعة.

- تساهم جامعة دورهام في التمويل بشكل كبير من خلال تقديم منح دراسية للرسوم الدراسية للمرشحين[7]

## شروط عامة للحصول على المنحة الدراسية
- حاصلاً على درجة من إحدى جامعات الضفة الغربية أو غزة قبل شهر تموز 2023.

- معدلك التراكمي في الدرجة الأولى التي حصلتها 80% على الأقل.

- قدمت طلبًا عبر الإنترنت للدراسات العليا في جامعة دورهام.

- حاصلاً على شهادة خبرة في اللغة الإنجليزية يقبلها البرنامج الذي تنوي التقدم له في جامعة درهام.

- فاعلاً ونشطاً في حياتك الاجتماعية أو حياتك كطالب

- من سكان الضفة الغربية وغزة، وكانت عائلتك من العائلات الموجودة بطبيعة الحال في الضفة الغربية أو غزة.

- قادراً على العيش في المملكة المتحدة مدة 12 شهرا كشخص عازب.[8]

## التمويل
يتم جمع الأموال اللازمة لتغطية تكاليف إعالة الطلاب والسفر وغيرها من التكاليف من خلال التبرعات الطوعية من الأفراد، وخاصة الموظفين الحاليين والمتقاعدين في الجامعة وغيرهم من الأشخاص في منطقة دورهام.